# 肖家爬水库
肖家爬水库是中国湖北省襄阳市襄州区境内的一座水库，位于汉江支流上，建于1979年。水库正常库容为1518万立方米，集雨面积为5.4平方千米，海拔为121米。